# سفید خردلی (پروانه)
سفید خردلی (نام علمی: Pieris oleracea) گونه‌ای پروانه است که در تیره کاهی‌بالان و سرده پروانه‌های سپیدباغی قرار دارد. پروانه سفید نیوفاندلند در زیرگونه سفید خردلی قرار دارد.

## ظاهر
- رنگ: سفید

## زیستگاه
- جنوب کانادا و نزدیک دریاچه‌های بزرگ در آمریکا